# 澳洲擬姥魚
澳洲擬姥魚（學名：Aspasmogaster tasmaniensis）為輻鰭魚綱鱸形目喉盤魚亞目喉盤魚科的其中一種，分布於澳洲維多利亞省至塔斯馬尼亞島海域，本魚體延長，頭較大，吻尖，體前部平扁，後部側扁，無鱗片，腹鰭特化成吸盤，尾鰭圓形，體色多變，從粉紅色至綠色、褐色，頭部和背部有明顯的深色條紋，一條寬的深色條紋從鼻子延伸到眼睛到鰓蓋，背鰭軟條8-10枚、臀鰭軟條7-9枚，體長可達8公分，屬底棲性魚類，棲息在沿岸礁石區。